# Sogenhoe
Sogenhoe is een plaats in het bestuurlijke gebied Suffolk Coastal, in het Engelse graafschap Suffolk. Het maakt deel van de civil parish Ufford. Sogenhoe komt in het Domesday Book (1086) voor als 'Suggenhou'.